# Begziin Yavuukhulan
Œuvres principales
- Би хаана төрөө вэ?
Мөнгөн хазаарын чимээ
Тэхийн зогсоол
Хар-Ус нуурын шагшуурга
Хээр хоносон сар

Begziin Yavuukhulan (mongol : Бэгзийн Явуухулан), né le 15 mars 1929 dans le sum d’Aldarkhaan (Mongolie) et mort le 17 février 1982, est un poète mongol de l’ère soviétique qui a écrit tant en mongol qu’en russe.

## Biographie
Begziin Yavuukhulan naît dans une famille de chasseurs à Jargalant, sum d'Aldarkhaan en Mongolie.
Après des études financières et économiques, il travaille comme comptable, puis pour le journal Tsog.
En 1959, il obtient un diplôme de l’institut de littérature Maxime-Gorki à Moscou.
Poète reconnu, il excelle dans le haïku. Il traduit également des poètes russes, notamment Sergueï Essénine. Son influence sur la littérature mongole est importante ; le poète G. Mend Ooyoo est l’un de ses élèves.
Un recueil de ses poésies a été publié par l'académie de la Culture et de la Poésie, également rassemblées dans une collection d’histoires courtes, poèmes et chansons intitulé A String of Pearly Drops (Suvdan dusaalyn khelkhees).